# 濡れ髪牡丹
『濡れ髪牡丹』（ぬれがみぼたん）は、1961年2月8日に大映が配給した、田中徳三監督によるコメディタッチの時代劇映画で、主演は市川雷蔵。『濡れ髪シリーズ』第5弾。

## 配役
- 市川雷蔵 : 八八の瓢太郎
- 京マチ子 : 清見潟のおもん
- 小林勝彦 : 弟岩吉
- 小桜純子 : おたき
- 井上明子 : お勝
- 山本弘子 : おかん
- 大辻伺郎 : にょろ松
- 千葉敏郎 : 女木原兵馬
- 須賀不二男 : 曲平十郎
- 真塩洋一 : 弁慶辰五郎
- 寺島雄作 : 清水一滴斎
- 南部彰三 : 金壷の仁右衛門
- 小町るみ子 : およう
- 小堀阿吉雄 : 草薙の勘太郎
- 尾上栄五郎 : 貸元
- 天野一郎 : 荒獅子男之助
- 石原須磨男 : 与作
- 高倉一郎  : 空ッ風の弥之助
- 藤川準 : 榎本三八
- 玉置一恵 : 源兵衛の兄弟分
- 浜田雄史 : 半太郎
- 滝のぼる : お梅
- 原聖四郎 : 沖津の佐兵衛
- 伊達三郎 : 筒井丈助
- 安部徹 : 孔明の伊三郎

## スタッフ
- 監督 : 田中徳三
- 製作 : 武田一義
- 企画 : 八尋大和
- 撮影 : 相坂操一
- 美術 : 内藤昭
- 音楽 : 塚原哲夫
- 編集 : 菅沼完二
- 脚本 : 八尋不二
- 録音: 海原幸夫[4]
- 照明: 加藤博也[4]

## 併映作品
- 『唄は峠を越えて』: 西山正輝監督